# Черноречье (село, Севастополь)
Черноре́чье (до 1945 года Чоргу́н, Чоргу́на; укр. Чорноріччя, крымскотат. Çorğuna, Чоргъуна) — село в Балаклавском муниципальном округе Балаклавского района города Севастополя (по решению исполнительного комитета Севастопольского городского Совета депутатов трудящихся от 14 августа 1962 года № 442 согласно административно-территориальному делению УССР и Украины с 1962 года не имеет статуса отдельного населённого пункта в составе Балаклавского района Севастопольского горсовета; в 2014 году населённый пункт был восстановлен как село).

## География
Расположено на севере района, примерно в 5 км к северу от Балаклавы. Находится в долине реки Чёрной, у западного конца Чернореченского каньона, при впадении притоков: Айтодорки справа и Сухой речки — слева. Через село проходит региональна автодорога 67К-5 Танковое — Оборонное (по украинской классификации — Т-0105), ближайший населённый пункт — село Хмельницкое в 1,5 км на юго-запад.

## Население
| 1520 | 1542 | 1805  | 1864 | 1866 | 1869 | 1889 |
| ---- | ---- | ----- | ---- | ---- | ---- | ---- |
| 183  | ↗185 | ↗358  | ↘270 | ↘259 | ↗336 | ↗685 |
| 1892 | 1893 | 1897  | 1898 | 1902 | 1904 | 1905 |
| ↘320 | ↗882 | ↗948  | ↘884 | ↘320 | ↗902 | ↘843 |
| 1910 | 1912 | 1923  | 1945 | 1953 | 1954 | 1998 |
| ↗987 | ↘626 | ↗1359 | ↘277 | ↗434 | ↘424 | ↘232 |
| 2011 | 2014 |       |      |      |      |      |
| →232 | ↗354 |       |      |      |      |      |

Численность населения по данным переписи населения по состоянию на 14 октября 2014 года составила 354 человека, по оценке на 2011 год — 232 человека; площадь села 36,9 гектара.

### Динамика численности населения
| - 1520 год — 183 чел. - 1542 год — 185 чел. - 1805 год — 358 чел. - 1864 год — 270 чел. - 1866 год — 259 чел. - 1869 год — 336 чел. - 1889 год — 685 чел. - 1897 год — 948 чел. - 1892 год — 320 чел. - 1893 год — 882 чел. - 1897 год — 948 чел. - 1898 год — 884 чел. - 1902 год — 320 чел. | - 1904 год — 902 чел. - 1905 год — 843 чел. - 1910 год — 987 чел. - 1912 год — 626 чел. - 1915 год — 391/389 чел. - 1923 год — 1359 чел. - 1944 год — 93 чел. - 1945 год — 277 чел. - 1953 год — 434 чел. - 1954 год — 424 чел. - 1998 год — 232 чел. - 2011 год — 977 чел. - 2014 год — 1006 чел. |

## Современное состояние
В селе действует клуб «Балаклавской централизованной клубной системы», село связано автобусным сообщением с Севастополем, Ялтой, Бахчисараем и соседними населёнными пунктами.

## История
На территории Черноречья известны таврские погребения, стоянки эпохи бронзы, принадлежавшие Кизил-кобинской культуре, находки римского времени. По выводам историка Веймарна, скифо-сарматское поселение на месте Чоргуни существовало уже в V веке.
По мнению учёного В. Л. Мыца, поддержанного рядом других историков, первое упоминание селения в Готии (Феодоро), как крепости Брозони (Brozoni), содержится в письме от 9 июля 1434 года генуэзского политика и купца Карло Ломеллино. В генуэзском документе 1461 года К. Десимони отметчает поселение Baganda, которое также соотносят с Чоргунем. Предполагается, что землями, на которых находится Черноречье, владел один из сыновей мангупского владетеля Алексея I (Старшего). В современном центре села существовал небольшой православный одноапсидный храм, построенный, вероятнее всего, ещё до османского завоевания . После османского завоевания Таврики в 1475 году оно вошло в состав Мангупского кадылыка Кефенского санджака. С 1498 года Чиргун начинает фигурировать в османских налоговых ведомостях (джизйе дефтера Лива-и Кефе) — на тот год в селении было 25 домохозяйств. В 1520 году в селе проживало 25 православных семей (143 человека) и 6 семей мусульман (30 человек). В 1542 году соответственно жило немусульман 25 семей и 6 холостяков (145 человек), а также 8 мусульманских семей и 4 холостяка (40 чел.). По переписи 1634 года в селении оставалось 10 домов, принадлежащих христианам, из которых 2 недавно прибывших в Чоргун (из селеня Камара). Жители 5 дворов выселились: в Майрам — 3 двора и в Алсу и Карань — по 1 двору остальные жители исповедовали ислам; в 1662 году все жители были мусульманами. Греческое население исчезло, вероятнее всего, в силу миграционных процессов и естественных причин. Согласно данным дефтеров в середине XVII в. был большой отток местного христианского населения в земли Крымского ханства и османскими чиновниками было продано оставленное христианами имущество мусульманам — переселенцам из охваченных бунтами и подверженных многолетним неурожаям санджаков Восточной Анатолии, также в районы Мангупского кадылыка заселялись мусульмане из земель хана. Мусульманское население в деревне выросло за счет миграционных процессов в XVII веке и эти процессы касались многих сел Мангупского кадылыка.

Упоминает Чоргунь и турецкий путешественник Эвлии Челеби, побывавший тут в 1666 году: 
...оно расположено в широкой долине на берегу реки Казаклы-озен. Деревня с садами, виноградниками, ста пятьюдесятью домами, крытыми черепицей, одной баней и одной соборной мечетью. Между прочим, перед домами жителей Чоргане Мустафы-аги и также Ахмеда-аги, у которых мы гостили, есть большая башня с железными воротами и подъемным мостом. По милости хозяев этих домов все путешествующие находят здесь благодеяния».
 Документальное упоминание селения встречается в «Османском реестре земельных владений Южного Крыма 1680-х годов», согласно которому в 1686 году (1097 год хиджры) Чургуна входил в Мангупский кадылык эялета Кефе. Всего упомянут 61 землевладелец, из которых 3 иноверца, владевших 2117-ю дёнюмами земли. После обретения ханством независимости по Кючук-Кайнарджийскому мирному договору 1774 года «повелительным актом» Шагин-Гирея 1775 года селение было включено в Крымское ханство в состав Бакчи-сарайского каймаканства Мангупскаго кадылыка. Среди зачастую сильно искажённых названий селений Мангупского кадылыка Бахчисарайского каймаканства в Камеральном Описании Крыма 1784 года, Чоргунь фигурирует как Джургани и другой Джургани — приходы-маале большой деревни.
После присоединения Крыма к России (8) 19 апреля 1783 года, (8) 19 февраля 1784 года, именным указом Екатерины II сенату, на территории бывшего Крымского Ханства была образована Таврическая область и деревня была приписана к Симферопольскому уезду. На 1785 год в Чоргуни числился 41 двор в которых проживало 56 мужчин. После Павловских реформ, с 1796 по 1802 год, входила в Акмечетский уезд Новороссийской губернии. В 1786 году, в верхней по реке части селения, известному учёному и исследователю Крыма, вице-губернатору Карлу Габлицу, было пожаловано поместье, в котором он жил до 1802 года и выставил на продажу в 1809 году. Впоследствии за этой частью деревни, которая по непонятной причине стала Нижним Чоргунем (расположена выше по реке), закрепилось второе название Карловка. По новому административному делению, после создания 8 (20) октября 1802 года Таврической губернии, Чоргун был определён центром Чоргунской волости Симферопольского уезда.

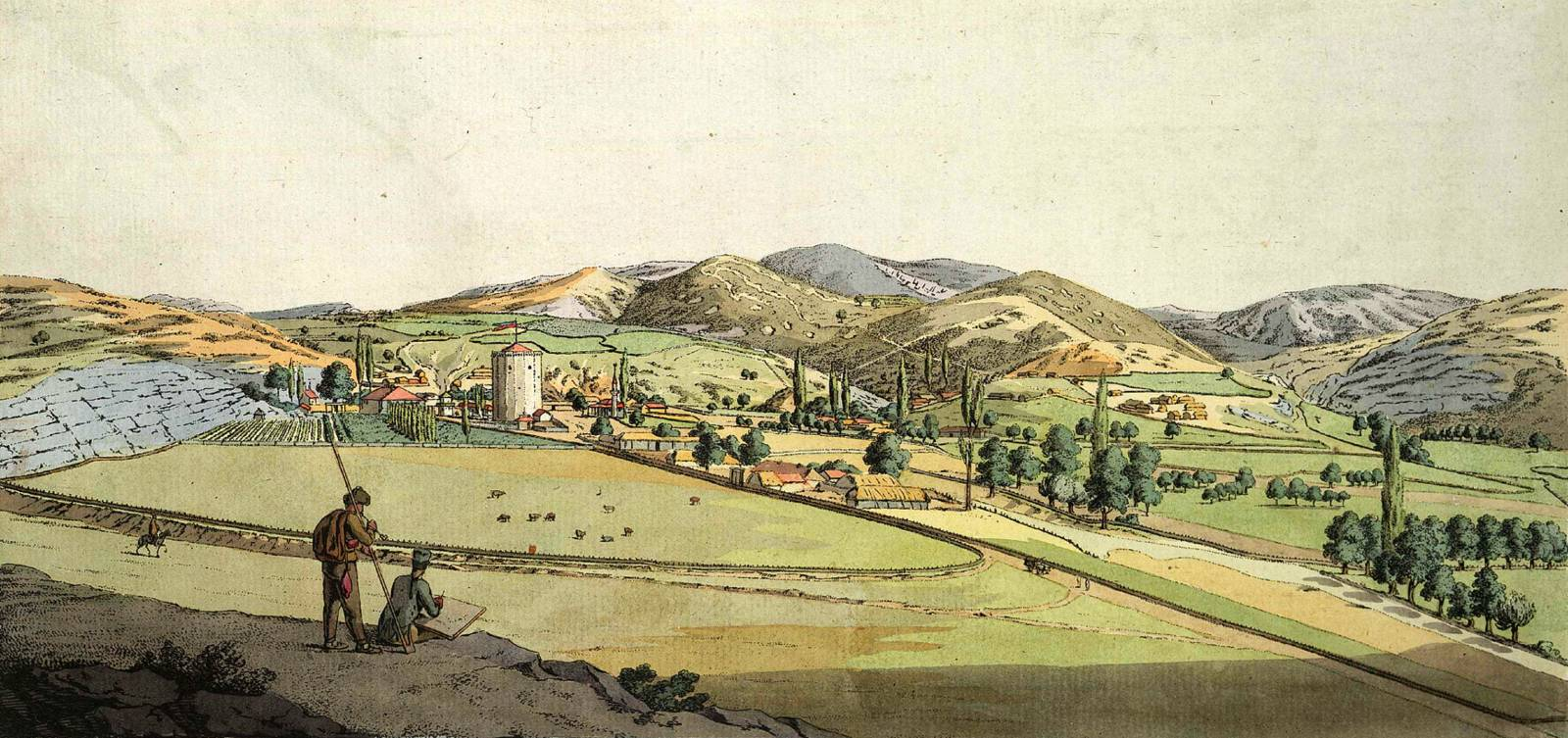
Гравюра К. Гейслер в книге П. С. Палласа. Селение Чоргунь. 1801 год.

По Ведомости о всех селениях в Симферопольском уезде состоящих с показанием в которой волости сколько числом дворов и душ… от 9 октября 1805 года, в деревне Чоргун числилось 62 двора, 293 жителя крымских татар и 65 цыган, а земли принадлежали тайному советнику Габлицу (цыгане числились в деревне, но жили в некотором удалении). На военно-топографической карте генерал-майора Мухина 1817 года деревня, на правом берегу реки Чёрной, Чоргуна обозначена с 70 дворами, а Карловка на левом — пустующая. После реформы волостного деления 1829 года Чоргун, согласно «Ведомости о казённых волостях Таврической губернии 1829 года», отнесли к Байдарской волости, а после образования в 1838 году Ялтинского уезда деревня осталась в составе Симферопольского, но к какой из волостей её приписали, пока установить не удалось. На карте 1842 года Чоргун или Карловка обозначен со 115 дворами.

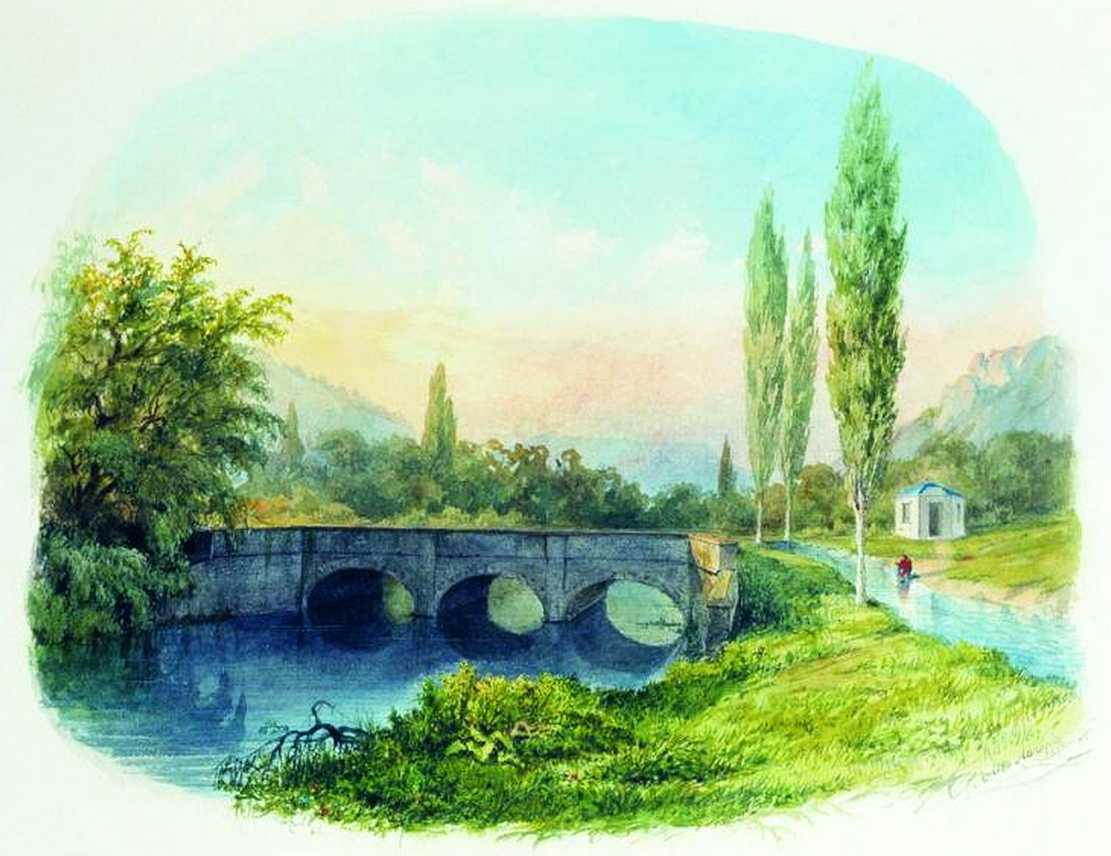
Л. Ф. Лагорио. Чоргуньский мост-акведук. 1850 год.

В 1835 году началось строительство Севастопольского водопровода. Проект был разработан ещё в 1823—1824 годах французским инженером на русской службе Антуаном Рокуром и, впоследствии, переработан Джоном Уптоном. На реке, между Карловкой и Чоргунем, была сооружена плотина, из которой вода, по 18-километровому водоводу, подавалась в сухие доки в Корабельной бухте. Вода проходила по трём тоннелям и четырём акведукам — первый, хорошо сохранивщийся до наших дней, через Чёрную реку, находится у деревни Чоргунь.
Во время Крымской войны 1853—1856 годов в Чоргуне размещались сардинские (итальянские) войска. У деревни, 4 (16) августа 1855 года состоялось знаменитое Чернореченское сражение.
В 1860-х годах, после земской реформы Александра II, деревню приписали к Каралезской волости. Согласно «Списку населённых мест Таврической губернии по сведениям 1864 года», составленному по результатам VIII ревизии 1864 года, Чоргун (она же Джоргун, Карловка) — владельческая татарская и русская деревня и владельческая дача, с 55 дворами, 270 жителями, 2 мечетями, обывательской почтовой станцией и водяной мельницей, при реке Чёрной (Чоргуне). По обследованиям профессора А. Н. Козловского начала 1860-х годов, селение обеспечивалось водой из речки и многочисленных родников. На трёхверстовой карте 1865—1876 года в деревне Чоргун (она же Карловка) обозначены 45 дворов. В 1866 году в деревне было 259 жителей (132 мужчины и 127 женщин), в 1869 году 336 человек (167 мужчин и 169 женщин), в 1877 году числилось 284 крестьянина
(145 мужчин и 139 женщин). На 1886 год в деревне Сурташ, согласно справочнику «Волости и важнѣйшія селенія Европейской Россіи», проживало 433 человека в 79 домохозяйствах, действовали 2 мечети. В «Памятной книге Таврической губернии 1889 года», по результатам Х ревизии 1887 года, в деревне числилось 75 дворов и 391 житель. На верстовой карте 1889—1890 года в деревне Чоргун обозначен 121 двор с русско-татарским населением. В 1891 году в деревне числилось 332 крестьянина (169 мужчин и 163 женжины).
После земской реформы 1890-х годов деревня осталась в составе преобразованной Каралезской волости. Согласно «…Памятной книжке Таврической губернии на 1892 год», в деревне Чоргун, входившей в Шульское сельское общество, числилось 320 жителей в 59 домохозяйствах. 36 домохозяев владели 224 десятинами земли, остальные были безземельные. По Всероссийской переписи 1897 года в деревне насчитывалось 948 жителей, из которых 682 крымских татарина и 259 православных. По «…Памятной книжке Таврической губернии на 1902 год» в деревне Чоргун, входившей в Шульское сельское общество, числились те же 320 жителей в 53 домохозяйствах. На 1904 год в селении в 145 хозяйствах проживало 902 жителя (470 мужчин и 432 женщины), в 1904 году — 843 человека (428 мужчин и 415 женщин), в 1910 году — 987 человек (625 татар, 321 русский, 32 грека, 9 поляков). В начале XX века в деревне существовало 2 маале — Юхары и Ашагы-Маале; в 1912 году в Ашага-Маале числилось 306 прихожан (168 мужчин и 138 женщин) пятивременной мечети. В Соборной мечети Юхары-Маале — 320 прихожан (180 мужчин и 140 женщин). В том же году в обоих маале было начато строительство новых зданий мектеба. На 1914 год в селении действовали русская и татарская земские школы. По Статистическому справочнику Таврической губернии. Ч.II-я. Статистический очерк, выпуск шестой Симферопольский уезд, 1915 год, в деревне Чоргун Каралезской волости Симферопольского уезда числилось 116 дворов с татарским населением в количестве 391 человек приписных жителей и 389 — «посторонних». В общем владении было 128 десятин удобной земли, 86 дворов с землёй, 50 — безземельные. В хозяйствах имелось 90 лошадей, 52 волов, 94 коровы, 83 телят и жеребят и 387 голов мелкого скота и приписанные к ней экономии А. К. Врангеля, Ф. Ф. Лашкова и Л. А. Колбасьева, 6 хуторов и 3 частных сада. Согласно списку 1915 года «…русских подданных из австрийских, венгерских или германских выходцев» землевладельцев, опубликованном в газете «Таврические губернские ведомости» в апреле 1915 года, при деревне Чоргун значится Шнейдер Александр Иванович, владевший 100 десятинами пахотной и лесной земли. На 1917 год в селении действовал фельдшерский пункт.
После установления в Крыму Советской власти, по постановлению Крымревкома от 8 января 1921 года была упразднена волостная система и село вошло в состав Севастопольского уезда. 21 января 1921 года на территории Севастопольского уезда был создан Балаклавский район и Чоргун вошёл в новый район. В 1922 году уезды получили название округов, и в составе Севастопольского округа был образован Чоргунский район, с центром в Чоргуни. 11 октября 1923 года, согласно постановлению ВЦИК, в административное деление Крымской АССР были внесены изменения, в результате которых Чоргунский район был ликвидирован и создан Севастопольский и село включили в его состав. Согласно Списку населённых пунктов Крымской АССР по Всесоюзной переписи 17 декабря 1926 года, в селе Чоргун, центре Чоргунского сельсовета Севастопольского района, числилось 238 дворов, из них 226 крестьянских, население составляло 1079 человек, из них 686 татар, 228 русских, 127 украинцев, 26 греков, 3 немца, 2 белоруса, 1 армянин, 1 латыш, 5 записаны в графе «прочие», действовали 2 татарские и 1 русская школы I ступени (пятилетки). Население сельсовета в это время составляло 1564 чел.. В 1926 году было начато строительство Чоргунского шоссе и моста через реку Чёрную, завершённое в 1929 году. В том же году в селе организован колхоз «12 лет Октября». 15 сентября 1930 года, постановлением Крымского ЦИК, было проведено новое районирование и создан Балаклавский татарский национальный район, куда вошёл и Чоргун. Время официального разделения села на Верхний и Нижний Чоргун пока не установлено, но на километровой карте Генштаба Красной армии 1941 года, в которой за картооснову, в основном, были взяты топографические карты Крыма масштаба 1:84000 1920 года и 1:21000 1912 года, обозначено два села.
В 1944 году, после освобождения Крыма от фашистов, согласно Постановлению ГКО № 5859 от 11 мая 1944 года, 18 мая крымские татары были депортированы в Среднюю Азию. За время войны (в основном в 1941 году) в селе из 176 домов было полностью разрушено 145 домов и 31 дом — на 50 %. На май того года в селе Нижний Чоргунь учтено 93 жителя (29 семей), из них 41 человек крымских татар, 1 грек, 50 русских и 1 украинец; всего в Верхнем и Нижнем Чоргуне было принято на учёт 97 домов спецпереселенцев (то есть депортировано 97 семей). 12 августа 1944 года было принято постановление № ГОКО-6372с «О переселении колхозников в районы Крыма», по которому в район из Воронежской области РСФСР планировалось переселить 6000 колхозников и в сентябре 1944 года в район уже прибыли 8470 человек, в том числе в Чоргун — 174 человека (с 1950 года в район стали приезжать колхозники Сумской области УССР). Указом Президиума Верховного Совета РСФСР от 21 августа 1945 года уже одно село Чоргунь было переименовано в Чернореченское и Чоргуньский сельсовет — в Чернореченский. На 1 сентября 1945 года в Чоргуни проживало 277 человек (168 русских и 109 украинцев), действовал колхоз «12-я годовщина Октября». Когда за селом закрепилось название Черноречье, установить пока не удалось. С 25 июня 1946 года Чернореченское в составе Крымской области РСФСР. По состоянию на 1 января 1953 года в селе было 114 хозяйств колхозников (415 человек) и 7 хозяйств рабочих и служащих (19 человек). В 1954 году в Черноречье числилось 148 хозяйств и 424 жителя. 26 апреля 1954 года Севастополь, в составе Крымской области, был передан из состава РСФСР в состав УССР. 7 мая 1957 года сёла района были переданы в подчинение городскому совету Севастополя и лишены статуса отдельных населённых пунктов. С 21 марта 2014 года в составе Севастополя аннексировано Россией.

## Чоргунская башня

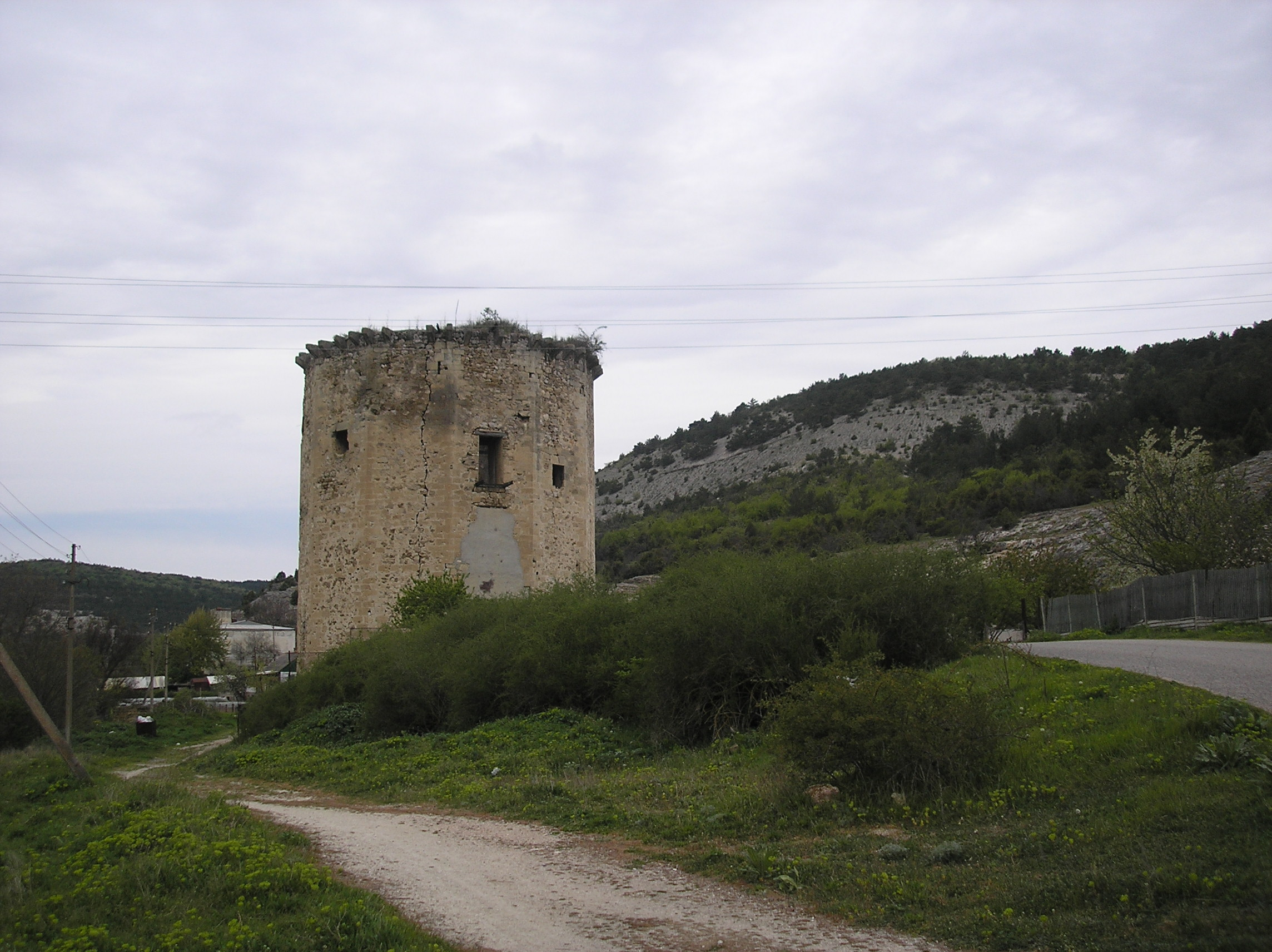
Современное состояние Чоргунской башни

Двенадцатигранная каменная башня, памятник архитектуры республиканского значения, (сохранившаяся высота 12 м, диаметр — 12,5-14 м), сложенная из бута на известковом растворе, расположена в центре села, у автобусной остановки. Башня трёхэтажная, изнутри — круглая, толщина стен — от 1,5 до 2 метров, углы башни перевязаны штучным инкерманским камнем. На первом этаже — цистерна для воды, верхние два — жилые, второй этаж перекрыт стрельчатым сводом, стрельчатые узкие окна.
Время строительства башни принято относить к XVI веку, она представляла собой пристройку к дворцу крупного турецкого феодала, со входом с галереи на уровне второго этажа. Мнение, что башня была сооружена в военных целях на границе Феодоро и генуэзских владений, подтвержений пока не имеет. Возможно, владельцем дворца был «Кара-Ильяс», которому принадлежали окрестные земли и имя которого сохранилось в названии Каралез. После присоединения Крыма к России владельцем имения и башни был Карл Габлиц, время разрушения дворца точно не установлено.
Первые археологические исследования Чоргунской башни проведены в 2019 г. Е. В. Неделькиным.